# Soyuz TMA-6
Soyuz TMA-6 foi o vigésimo-sexto voo tripulado à Estação Espacial Internacional, lançada do Cosmódromo de Baikonur em 15 de abril de 2005.

## Tripulação
Tripulação lançada na Soyuz TMA-6: (15 de abril de 2005)
| Posição             | Tripulante      | Duração          | Pousou na   |
| ------------------- | --------------- | ---------------- | ----------- |
| Comandante          | Sergei Krikalev | 179d 00h 23m 23s | Soyuz TMA-6 |
| Engenheiro de voo 1 | Roberto Vittori | 9d 21h 22m 02s   | Soyuz TMA-5 |
| Engenheiro de voo 2 | John Phillips   | 179d 00h 23m 23s | Soyuz TMA-6 |

Tripulação retornada na Soyuz TMA-6: (10 de outubro de 2005)
| Posição           | Tripulante      | Duração          | Lançou na   |
| ----------------- | --------------- | ---------------- | ----------- |
| Comandante        | Sergei Krikalev | 179d 00h 23m 23s | Soyuz TMA-6 |
| Engenheiro de voo | John Phillips   | 179d 00h 23m 23s | Soyuz TMA-6 |
| Turista espacial  | Gregory Olsen   | 9d 21h 14m 55s   | Soyuz TMA-7 |

## Parâmetros da Missão
- Massa: 7 200 kg
- Perigeu: 349 km
- Apogeu: 360 km
- Inclinação: 51.64°
- Período: 92.6 minutos

## Missão
A nave Soyuz transportou até a estação os integrantes da Expedição 11 na ISS, o cosmonauta russo Sergei Krikalev e o norte-americano John Phillips, além  do italiano Roberto Vittori, astronauta da ESA (Agência Espacial Européia), acoplando-se a 17 de abril e permanecendo em órbita até o seu regresso em 10 de outubro, com a tripulação sendo substituída pela Expedição 12.
Roberto Vittori retornou em 24 de abril na Soyuz TMA-5, que trouxe os integrantes da expedição anterior. Ele foi o primeiro astronauta europeu a fazer duas viagens até a ISS e em seu período na estação conduziu experiências sobre a germinação de sementes de plantas herbáceas para possível uso na nutrição de astronautas no espaço.